# Isabel Pantoja
María Isabel Pantoja Martín (Sevilla, 2 de agosto de 1956) es una cantante española de renombre internacional, destacada en géneros como la copla andaluza, el flamenco y la canción melódica. Reconocida como una de las figuras más influyentes de la música española, ha lanzado treinta álbumes y ha vendido más de treinta millones de discos. Ha obtenido ciento cincuenta discos de platino y cincuenta discos de oro por ventas de álbumes, tres discos de platino por ventas de DVD y un Disco de Arte otorgado en Puerto Rico en 2023.
Inició su carrera a principios de los años setenta y alcanzó fama internacional en 1985 con el álbum Marinero de luces, un homenaje al torero Francisco Rivera, con quien estuvo casada por poco más de un año antes de su trágica muerte en 1984. Desde entonces, ha mantenido una presencia constante en los medios de comunicación de España y América Latina. Conocida como «La Pantoja», es una de las artistas más importantes de España y América Latina.

## Biografía
Isabel Pantoja nació el 2 de agosto de 1956 en la calle Juan Díaz de Solís, número 8, en el barrio de Triana, Sevilla, España. Sus padres eran Juan Pantoja Cortés (1922 - 16 de julio de 1974), letrista de fandangos del trío Los Gaditanos, y Ana María Martín Villegas (22 de mayo de 1931 - 28 de septiembre de 2021), bailaora en las compañías de Pepe Pinto y Juanita Reina. Su hermano Agustín Pantoja fue cantante en las décadas de 1980 y 1990, mientras que Juan Antonio, otro de sus hermanos, ha sido guitarrista en varias de sus actuaciones. Bernardo, otro de sus hermanos, no se dedicó al mundo artístico (aunque fue su chófer durante un tiempo), mientras que su sobrina Anabel, asistente personal de Isabel desde hace algunos años, trabaja en programas de prensa rosa en televisión. El abuelo paterno de Isabel, Antonio Pantoja Jiménez (fallecido el 9 de diciembre de 1977), fue cantaor conocido inicialmente como «Pipoño de Jerez» y posteriormente como «Chiquetete Padre». Su abuelo materno era un verdulero muy conocido en el Mercado de Sevilla, apodado «El Lechuga».
Isabel estuvo casada con el torero Francisco Rivera, conocido popularmente como «Paquirri», hasta su fallecimiento. Posteriormente, tuvo una relación con el empresario Diego Gómez hasta 2003, y más tarde con el político español y exalcalde de Marbella, Julián Muñoz. Tiene dos hijos: Francisco José Rivera Pantoja (nacido el 9 de febrero de 1984 en Sevilla), fruto de su matrimonio con Rivera, y María Isabel Pantoja Martín (nacida en Cuzco, Perú, el 8 de noviembre de 1995), quien fue adoptada en 1996. 
Isabel Pantoja ha sido un personaje habitual en los círculos de la prensa rosa, manteniendo amistades con otros famosos como el cantautor mexicano Juan Gabriel. La prensa sensacionalista también la ha vinculado con la cantante María del Monte, quien es madrina de su hija María Isabel.
En 2007, se vio envuelta en el Caso Malaya, una operación contra la corrupción en Marbella. El 21 de noviembre de 2014, ingresó en prisión para cumplir una condena de dos años por blanqueo de capitales. El 4 de diciembre de 2015, se le concedió el tercer grado, y el 28 de octubre de 2016, obtuvo la libertad.

## Carrera

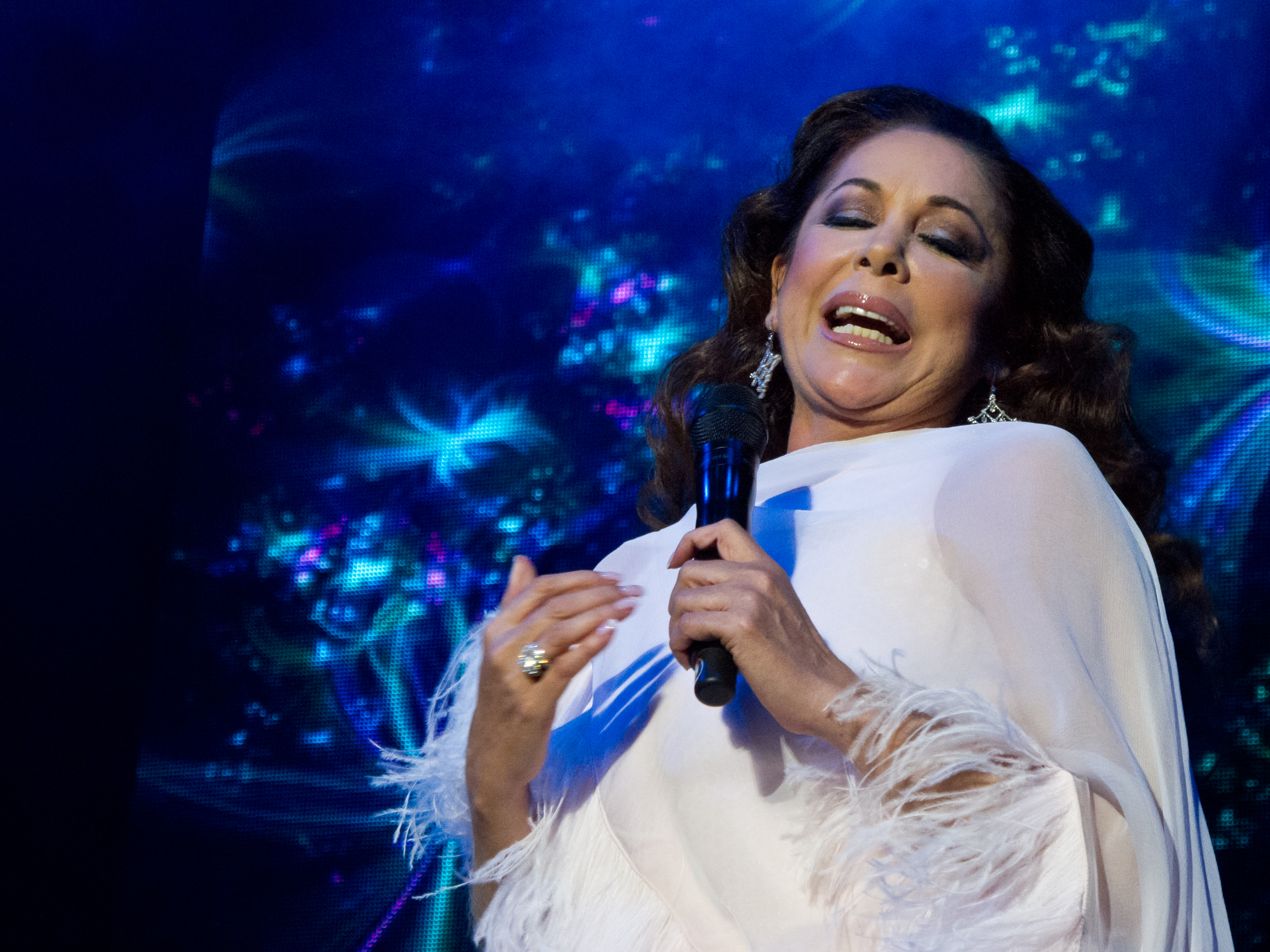
Isabel Pantoja durante un concierto.

### 1970–1983: Primeros éxitos
Isabel Pantoja no tardó en formar su propia compañía y, durante años, cultivó la copla, un género en decadencia en aquel momento, cuyo interés en el público consiguió resucitar. De esa época son temas como «El pájaro verde», «Garlochí», «Embrujá por tu querer», «Ay Torre, Torremolinos», «El señorito», «Yo quiero pecar contigo» o la mítica «Aquella Carmen». En 1983 salió a la luz su primer álbum de música pop: Cambiar por ti, compuesto por Paco Cepero, que incluía temas como «En la niebla», «Pasó tu tiempo», «Feriante» o «Nada», colocándola en las listas de Los 40 Principales. Desde ese momento, Isabel Pantoja ha alternado baladas y canciones románticas con la copla, vendiendo aproximadamente treinta millones de copias.[cita requerida]

### 1985–1999:Marinero de lucesy estrellato
Tras un prolongado silencio, después del fallecimiento de su marido, reapareció en el mercado discográfico en 1985 con el álbum Marinero de luces, compuesto por José Luis Perales, que alcanzó un éxito sin precedentes en España y América. Solo en España vendió 1.280.000 copias.
En 1988, Isabel Pantoja lanzó Desde Andalucía, un trabajo del autor y cantante mexicano Juan Gabriel. Este álbum presenta canciones con un ritmo y estilo muy distintos a los de Marinero de luces. Temas como «Hazme tuya una vez más», «Cuántos días más», «Virgen del Rocío» o «Así fue tuvo gran repercusión en España y en muchos países de América.
En 1989, publicó el disco Se me enamora el alma, que presenta ritmos más modernos. Canciones como «Buenos días tristeza», «Aleluya», «Qué voy a hacer contigo» o «Se me enamora el alma» recibieron una gran acogida tanto de la crítica como del público. Posteriormente, llegarían La canción española (1990), Corazón herido (1992) y De nadie (1993), que también lograron éxitos rotundos.

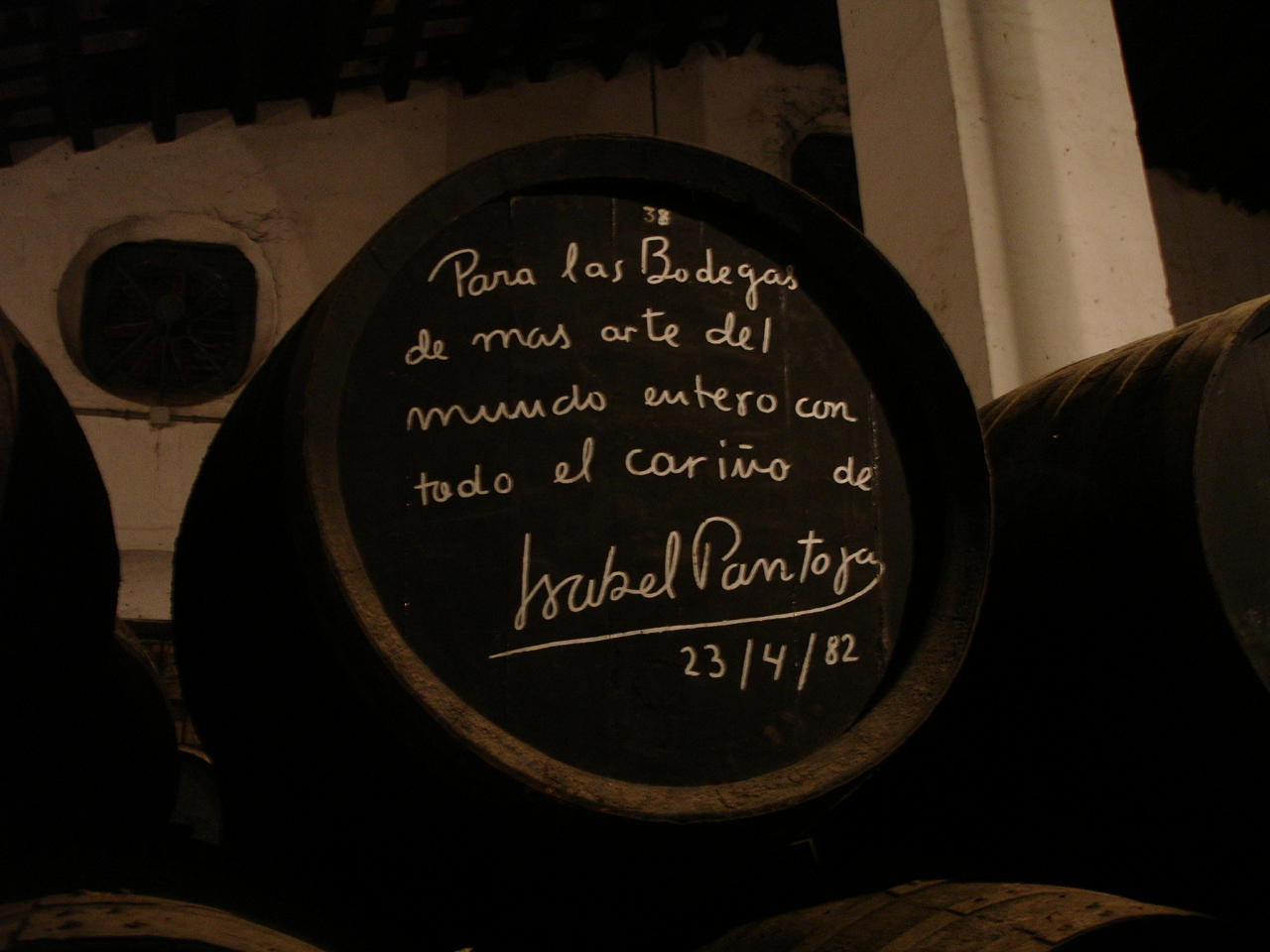
Barril de jerez firmado por Isabel Pantoja en las bodegas El Pimpi de Málaga.

En 1990 protagonizó la película Yo soy esa, junto a José Coronado y Loles León y dirigida por Luis Sanz. Sanz era un gran conocedor del mundo del espectáculo y de la copla y había influido decisivamente en la carrera artística de figuras como Rocío Dúrcal, Rocío Jurado y Pastora Soler. Todas las canciones, grandes éxitos de la copla de sus antecesoras, fueron recogidas junto a algunas otras en un doble álbum titulado La canción española que Isabel grabó junto a la Orquesta Filarmónica de Londres dirigida por Luis Cobos.
Un año después repitió en el cine con El día que nací yo, dirigida esta vez por Pedro Olea y protagonizada junto a Arturo Fernández y Joaquim de Almeida.

### 2002–2015: Recopilatorios y receso
Con una producción discográfica muy amplia, con 30 discos publicados, con miles de conciertos por España y América, llegando a cantar en varias ocasiones en Rusia. En abril de 2005, el dúo de músicos Pumpin' Dolls produjo un álbum atípico que consistió en remezclas de baile de los temas más famosos de la cantante. Ese mismo año, Isabel Pantoja también publicó un CD+DVD titulado Sinfonía de la copla, que incluye la grabación en directo de un recital ofrecido en el Palacio de la Música Catalana de Barcelona, con un éxito sin precedentes, culminando con él una gira de conciertos por toda España durante ese año.
Isabel fue elegida, junto con su hijo Kiko Rivera y el presentador Jorge Javier Vázquez, para retransmitir en directo desde la Puerta del Sol en Madrid las campanadas de Nochevieja 2011-2012, fruto de la reciente relación contractual entre la cantante y Mediaset España. Estas campanadas fueron las más seguidas de la historia de los canales privados.

### 2016–2019: Reaparición y vuelta a los focos
En otoño de 2013, un año antes de su ingreso en prisión por delitos fiscales, Isabel Pantoja grabó discretamente un nuevo álbum titulado Hasta que se apague el sol con la colaboración de Juan Gabriel. Poco antes, en agosto de ese año, participó en un histórico recital del ídolo mexicano, donde interpretó «Así fue» con gran expresividad y sentimiento, convirtiendo esta canción en un clásico en su repertorio.
El último trabajo discográfico de Isabel Pantoja con Juan Gabriel permaneció inédito durante tres años y se promocionó en noviembre de 2016, coincidiendo con la reaparición de Isabel en los escenarios tras salir de prisión y meses después del fallecimiento del cantautor mexicano el 28 de agosto de 2016.
Tras algunas visitas anteriores a Chile, el miércoles 22 de febrero se presentó por primera vez en el Festival Internacional de la Canción de Viña del Mar, donde obtuvo la Gaviota de Plata, la Gaviota de Oro y de manera especial la Gaviota de Platino de mano de la alcaldesa de Viña del Mar, Virginia Reginato. Y el 1 de marzo vuelve a Perú, después de 20 años de ausencia, donde ofrece un concierto sinfónico en el Jockey Club del Perú de la ciudad de Lima ante 16 000 personas.
El 1 de febrero de 2018 atendió largamente a los medios de comunicación, opinando sobre las críticas que había recibido en los últimos años. En este mismo mes, se conoció que su gira en América había sido cancelada por problemas relacionados con el visado.
El día 14 de septiembre de 2018, Isabel Pantoja llamó por sorpresa al móvil de su examiga Chelo García Cortés para dar unas declaraciones al programa Sálvame mientras este se emitía en directo. En una intervención histórica que duraría aproximadamente una hora y 15 minutos, habló sobre su hija y su exempleada del hogar (Dulce Delapiedra), además de discutir otros temas relacionados con los colaboradores del programa. Ese momento fue el más visto del día en la televisión, alcanzando los 5 millones de espectadores durante la llamada. Asimismo, el día 21 volvió a llamar para abordar los mismos temas.
El 9 de abril se anunció su vuelta a Mediaset España con un contrato de larga duración. Su primer trabajo será ser concursante de Supervivientes.
En diciembre del mismo año la cantante publicó en sus redes sociales la portada del que se sería su nuevo sencillo con un aspecto irreconocible. Más tarde publicó su nuevo sencillo en Instagram como regalo navideño para sus aficionados. El sencillo estaba compuesto por el desaparecido Juan Gabriel y producido por José Luis Cobos.

### 2020–presente: Vuelta a la música y gira50 aniversario

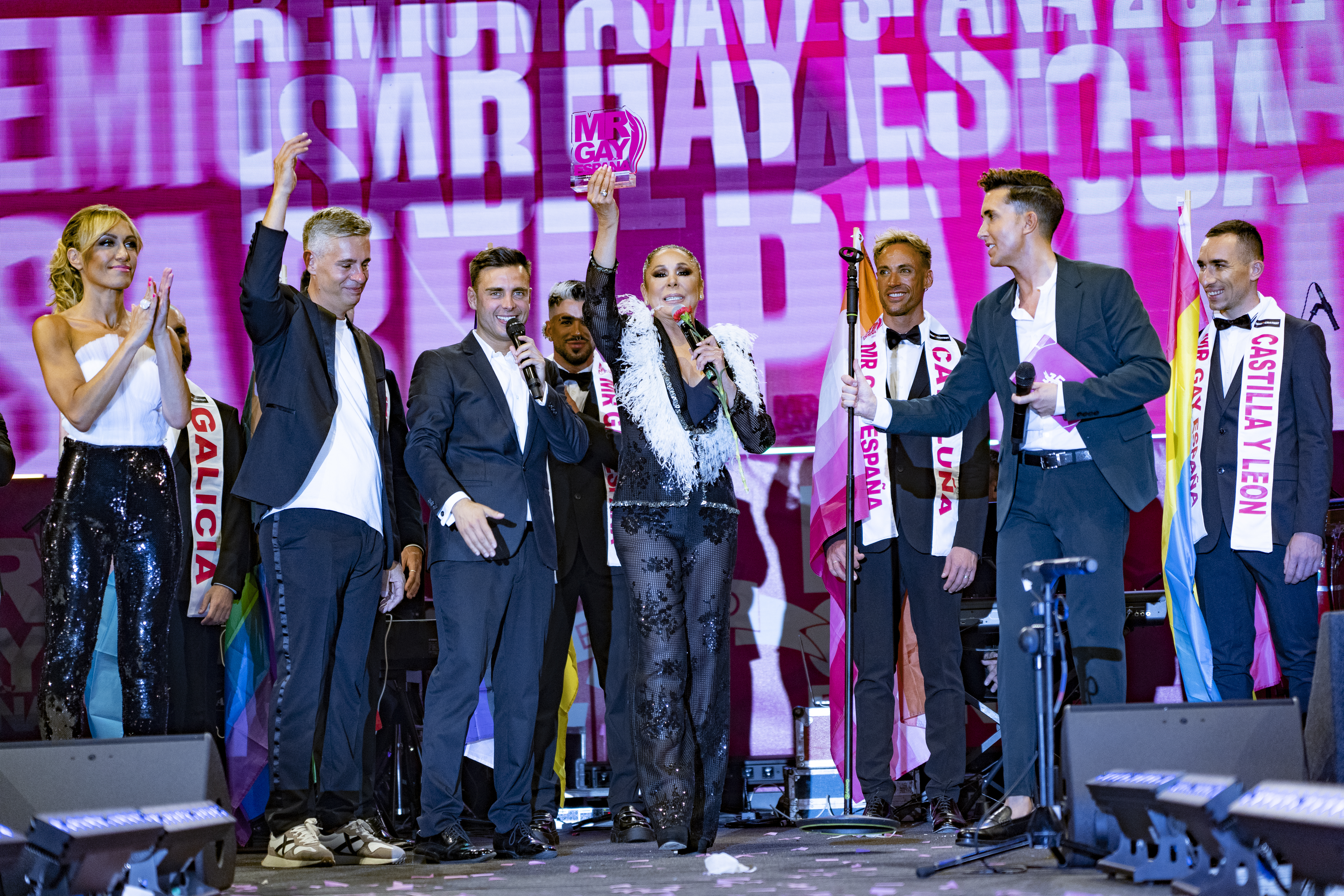
En 2022, Isabel Pantoja hizo su única aparición pública en España durante el Orgullo LGTBI de Madrid

El 14 de febrero, Isabel Pantoja lanzó su nuevo sencillo «Enamórate» en todas las plataformas digitales, acompañado de un videoclip en YouTube. Con un look modernizado y enfundada en un traje de lentejuelas, el videoclip transcurre en un maravilloso teatro al más puro estilo neoyorquino. Además, hace un guiño a sus aficionados del colectivo LGTBI, rodeándose de transformistas que simulan una orquesta. Con este sencillo, Isabel vuelve a la música tras cuatro años sin lanzar algo inédito.
El 6 de marzo, volvió a los escenarios para presentar su nuevo sencillo «Enamórate», así como todas las canciones que han acompañado su carrera musical. El concierto se realizó en el WiZink Center de Madrid y sirvió como apertura para su nueva gira musical: la gira Enamórate, que tuvo que aplazarse debido a la pandemia del COVID-19. A finales de 2020, Isabel lanzó un disco de versiones titulado Canciones que me gustan, con arreglos de su director musical habitual, Julio Awad. Pantoja volvió a la televisión como coach en dos programas de talentos de Telecinco. Finalmente, regresó a los escenarios en uno de los conciertos aplazados en Jerez de la Frontera durante agosto de 2021, en el Festival Tío Pepe. En junio de 2022, retomó su gira Enamórate en varios países de Latinoamérica y anunció fechas en Estados Unidos. Durante el Orgullo de Madrid, fue galardonada con el premio Mr. Gay 2022, donde exclamó: «Soy una más de ustedes, vuestro orgullo es mi orgullo», en una multitudinaria gala en la Plaza de Colón de Madrid.
En el otoño de 2023, Pantoja comenzó una gira para celebrar sus 50 años en los escenarios (Gira 50 Aniversario), comenzando en Sevilla, su tierra natal, ante una multitud de fans en el estadio de La Cartuja. La noche fue emotiva y significativa para Pantoja, quien apareció radiante y fue recibida calurosamente por el público. A pesar de algunos problemas técnicos con su auricular, la cantante demostró su talento y emotividad, repasando su carrera con nuevas versiones de sus canciones, evocando recuerdos familiares y destacando su voz inalterada. El concierto incluyó momentos conmovedores, como cuando Pantoja recordó a sus padres, y la interpretación de canciones de su álbum Marinero de luces. La noche también contó con una aparición especial de Shirley Bassey. Posteriormente, la gira la llevaría por diferentes ciudades de España hasta finales de 2024. Una de las novedades de esta gira con respecto a otras, es que Isabel Pantoja invitó a compartir escenario con ella a diferentes cantantes como Shaila Dúrcal, Naiara Moreno y Ana Guerra, entre otras.
En marzo de 2024, Pantoja anunció el lanzamiento de un nuevo disco para conmemorar sus 50 años de carrera musical. A través de Instagram, la cantante invitó a sus seguidores a estar atentos a un mensaje importante sobre el álbum titulado 50 Aniversario: Isabel Pantoja. Este será su vigesimonoveno disco, aunque aún no se ha precisado si se tratará de su vigesimoséptimo álbum de estudio o de su tercer disco en vivo.

## Vida personal

### Matrimonio e hijos
El 30 de abril de 1983, Isabel se casó con el torero Francisco Rivera Pérez, conocido como «Paquirri», en la basílica del Gran Poder de Sevilla.
La muerte de «Paquirri» el 26 de septiembre de 1984, tras ser corneado en la plaza de toros de Pozoblanco, tuvo una gran repercusión en el país. Isabel se convirtió en «la viuda de España», y la prensa rosa la catapultó como el personaje más perseguido, especialmente durante el periodo de luto en reclusión.

### Problemas legales: Caso Malaya
En 2007, Isabel Pantoja se vio envuelta en el escándalo conocido como el Caso Malaya, una operación contra la corrupción urbanística en España que involucró a varios dirigentes del Ayuntamiento de Marbella (Málaga), así como a diversos empresarios y abogados. Su pareja en ese momento, Julián Muñoz, exalcalde de Marbella, fue uno de los principales imputados.
El 2 de mayo de 2007, Pantoja fue detenida bajo acusaciones de delitos contra la hacienda pública y blanqueo de capitales. Tras unas horas de arresto, el juez Miguel Ángel Torres, instructor del Caso Malaya y titular del Juzgado de Instrucción número cinco de Marbella, le concedió la libertad bajo fianza de 90 000 euros.
La investigación causó un gran revuelo en la sociedad española y también en el ámbito político, siendo comentada por figuras como Eduardo Zaplana, portavoz del PP en el Congreso en ese momento.
El 16 de abril de 2013, Pantoja fue condenada a 24 meses de prisión por blanqueo de capitales y se le impuso una multa de 1 147 000 euros. En octubre de 2014, se informó que Pantoja planeaba pagar la multa para solicitar la suspensión de su ingreso en prisión. Sin embargo, tras abonar solo 100 000 euros, su solicitud de suspensión y el pago fraccionado de la multa fueron denegados.
El 21 de noviembre de 2014, ante la negativa de la Fiscalía, ingresó en la cárcel de Alcalá de Guadaíra para cumplir su condena. El 4 de diciembre de 2015, se le concedió el tercer grado de semilibertad, y el 2 de marzo de 2016, recibió la libertad condicional, lo que le permitió no regresar a prisión y viajar por todo el territorio español bajo la supervisión de los servicios sociales penitenciarios.
Este estatus le permitió prepararse para su regreso a los escenarios, previsto para finales de 2016, coincidiendo con la publicación del álbum Hasta que se apague el sol, grabado con el mexicano Juan Gabriel en 2013 y que permanecía inédito. El 28 de octubre de 2016, expiró su condena por blanqueo de capitales, y Pantoja reanudó su carrera artística.

## Discografía
Anexo: Discografía de Isabel Pantoja
Álbumes de estudio
- Fue por tu voz (1974)
- Que dile y dile (1975)
- Sevillanito, sevillanito (1977)
- Niña Isabela (1978)
- 22 Abriles tengo (1979)
- Al alimón (1981)
- Amante, amante (1981)
- ¡Viva triana! - Por sevillanas (1982)
- Cambiar por ti (1983)
- Marinero de luces (1985)
- Las canciones que la hicieron famosa, con Tablao Flamenco (1987)
- Desde Andalucía (1988)
- Se me enamora el alma (1989)
- La canción española (Doble álbum) (1990)
- Corazón herido (1992)
- De nadie (1993)
- Amor eterno (1996)
- Isabel Pantoja (1998)
- A tu vera (1999)
- Donde el corazón me lleve (2002)
- Mi navidad flamenca (2003)
- Buena suerte (2004)
- Mi canción de Navidad (2005)
- Pumpin Dolls (2005)
- 10 Boleros y una canción de amor (2007)
- Isabel Pantoja (AKA El encuentro) (2010)
- Hasta que se apague el sol (2016)
- Canciones que me gustan (2020)
- 50 aniversario (Doble álbum) (2024)

Álbumes en vivo
- Sinfonía de la Copla (2005)
- A su manera (2012)

## Filmografía

### Cine
| Año  | Película           | Director   | Personaje                  |
| ---- | ------------------ | ---------- | -------------------------- |
| 1990 | Yo soy esa         | Luis Sanz  | Ana Montes / Carmen Torres |
| 1991 | El día que nací yo | Pedro Olea | Juana Medina               |

### Series de televisión
| Año  | Serie         | Canal   | Personaje       | Notas       |
| ---- | ------------- | ------- | --------------- | ----------- |
| 1977 | Curro Jiménez | La 1    | Araceli         | 2 episodios |
| 2019 | Paquita Salas | Netflix | Voz de cabecera | 5 episodios |

### Programas de televisión
| Año              | Programa                                             | Canal                | Notas                       |
| ---------------- | ---------------------------------------------------- | -------------------- | --------------------------- |
| 1976             | Especial de Navidad 76                               | La 1                 | Invitada                    |
| 1978             | Cantares                                             | La 1                 | Invitada                    |
| 1982             | Estudio abierto                                      | La 1                 | Invitada (junto a Paquirri) |
| 1984             | Superstar                                            | La 1                 | Presentadora - 1 episodio   |
| 1986; 1988       | Angel Casas Show                                     | TV3                  | Invitada                    |
| 1992; 1995; 2000 | Almorzando con Mirtha Legrand                        | elnueve - América Tv | Invitada                    |
| 1994             | Al Rocío, con Isabel                                 | Antena 3             | Presentadora                |
| 1996             | De Pé a Pá                                           | TVN                  | Invitada                    |
| 1999 - 2003      | Noche de fiesta                                      | La 1                 | Invitada                    |
| 2001             | Amigos en la noche                                   | La 1                 | Presentadora                |
| 2002             | Tiempo al tiempo                                     | La 1                 | Invitada                    |
| 2004             | Ratones Coloraos                                     | Canal Sur            | Invitada                    |
| 2005             | Gente de Primera                                     | La 1                 | Madrina                     |
| 2007             | Sorpresa, Sorpresa                                   | Antena 3             | Invitada                    |
| 2006             | Sábado noche                                         | La 1                 | Presentadora                |
| 2011             | Supervivientes                                       | Telecinco            | Invitada                    |
| 2011 - 2012      | Campanadas de fin de año                             | Telecinco            | Presentadora                |
| 2012             | ¡Qué tiempo tan feliz!                               | Telecinco            | Invitada                    |
| 2014             | Sábado sensacional                                   | La 1                 | Invitada                    |
| 2017             | Festival Internacional de la Canción de Viña del Mar | Fox Networks Group   | Invitada                    |
| 2017; 2023       | El hormiguero                                        | Antena 3             | Invitada                    |
| 2019             | Gran Hermano Dúo                                     | Telecinco            | Invitada                    |
| 2019             | Supervivientes                                       | Telecinco y Cuatro   | Concursante                 |
| 2020             | Idol Kids                                            | Telecinco            | Jurado                      |
| 2020 - 2021      | Volverte a ver                                       | Telecinco            | Invitada                    |
| 2021             | Top Star. ¿Cuánto vale tu voz?                       | Telecinco            | Jurado                      |

## En la ficción
| Año  | Ficción             | Canal     | Actriz                   | Notas                    |
| ---- | ------------------- | --------- | ------------------------ | ------------------------ |
| 2011 | Hoy quiero confesar | Antena 3  | Belén López (como Julia) | Miniserie de 2 episodios |
| 2012 | Mi gitana           | Telecinco | Eva Marciel              | Miniserie de 3 episodios |

## Giras y conciertos
- Espectáculo: Enamórate Conmigo (2006-2007)
- Gira Donde El Corazón Me Lleve - (2013-2014)
- Gira Hasta Que Se Apague El Sol - (2016-2018)

- Gira Enamórate - (2020-2023)

- Gira 50 Aniversario - (2023-act)